# TV Shit
TV Shit är en EP av Sonic Youth tillsammans med den japanska sångaren Yamatsuka Eye. Skivan släpptes år 1993 på Thurston Moores skivbolag Ecstatic Peace.

## Låtlista
1. No II, Pt 1
2. No II, Pt 2
3. No II, Pt 3
4. No II, Pt 4